# Piero Stabellini
Piero Stabellini (Bologna, 1955) è un fumettista e scrittore italiano.

## Biografia
Dopo aver frequentato il Liceo Artistico Arcangeli, Stabellini si laurea presso l'Accademia di Belle Arti di Bologna.
I suoi primi lavori umoristici sono pubblicati su alcune delle riviste sportive italiane più famose dell'epoca. Fra le collaborazioni più importanti vanno menzionate le testate del Guerin Sportivo e del Superbasket. Ha lavorato anche saltuariamente per periodici esteri come l'austriaco Fußball e il brasiliano Placar. 
Nel 1982 invia a Sandro Pertini alcune tavole umoristiche. L'ex Presidente della Repubblica risponde, tramite una lettera, al giovane Stabellini, ringraziandolo e congratulandosi per l'ottimo operato. Tre anni dopo, il disegnatore felsineo realizza il volume Sandro Pertini. La vita a fumetti del presidente più amato.
È stato premiato al Salone Internazionale dell'Umorismo di Bordighera nel 1981 e 1993.
Ha redatto due libri sulla storia dei calciatori Dino Fiorini e Cesare Alberti.
Nel 2014 ha organizzato una mostra, in collaborazione con il comune di Manfredonia, per ricordare l'amico scomparso Lucio Dalla.

## Opere

### Fumetti
- Sandro Pertini. La vita a fumetti del presidente più amato, Bologna, 1985

### Libri
- Dino Fiorini. Chi ha ucciso il terzino del Bologna?, Copernicum, Bologna, 2009

- Il bimbo prodigio del Bologna. La storia di Cesare Alberti, asso rossoblu degli anni Venti, Maglio Editore, Bologna, 2011